# Rosulabryum goudotii
Rosulabryum goudotii là một loài Rêu trong họ Bryaceae. Loài này được (Hampe) Ochyra mô tả khoa học đầu tiên năm 2003.